# 若昂·瓦斯·科尔特-雷阿尔

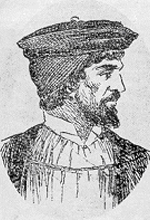
作于19世纪的一幅若昂·瓦斯·科尔特-雷阿尔画像。

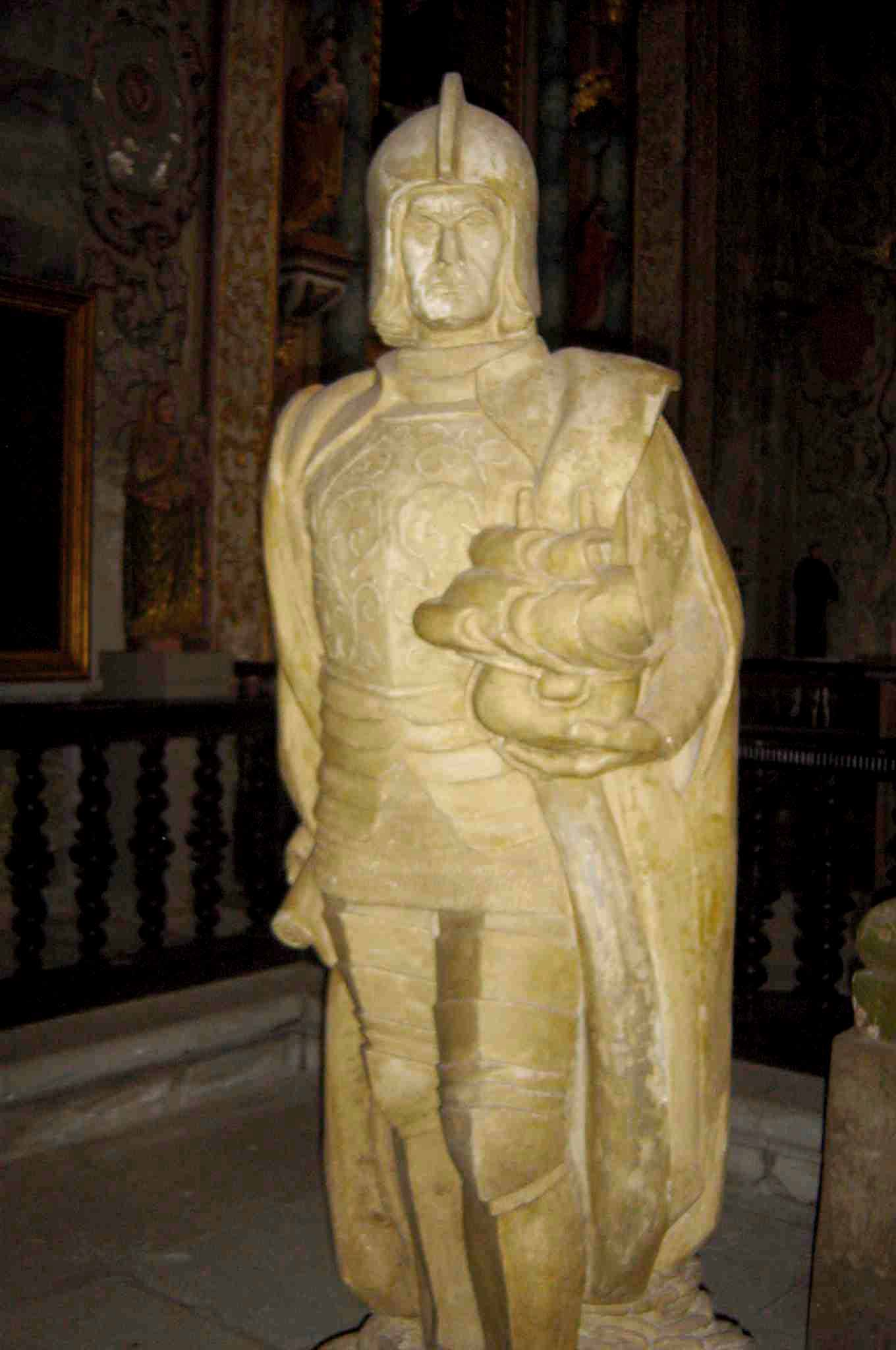
位于特塞拉岛英雄港一座博物馆里的若昂·瓦斯·科尔特-雷阿尔雕像。

若昂·瓦斯·科尔特-雷阿尔，(葡萄牙語：João Vaz Corte-Real，葡萄牙語發音：[ʒuˈɐ̃w̃ vaʃ ˈkoɾt(ɨ) ʁiˈaɫ]；？-1496年）是一位葡萄牙殖民者和探险家。一说在哥伦布发现美洲大陆之前，科尔特-雷阿尔便在一次航海探险途中发现了一片叫做“新鳕鱼之地”的陆地，这片土地被猜测实为今北美地区的一部分。
科尔特-雷阿尔曾是亚速尔群岛知名的殖民行政长官。1472年，圣若热岛被赠予科尔特-雷阿尔作为领地。1474年，他又调任至特塞拉岛，被维塞乌公爵夫人碧阿特丽丝公主任命为安格拉（今英雄港）总督。
16世纪的葡萄牙历史学家加斯帕·弗鲁图奥索在一本约著于1570至1580年间的名为《Saudades de terra》的著作中指出，是科尔特-雷阿尔发现了“Terra Nova do Bacalhau”（直译即为“新鳕鱼之地”），并猜测这片未经确认的土地即为北美的纽芬兰。弗鲁图奥索进一步指出，正是由于这项发现功绩，科尔特-雷阿尔才被授予了特塞拉岛的安格拉总督职位。不过，这一说法在当时的其他历史资料中只字未提。由于弗鲁图奥索缺乏有力的证据来证明这一发现，其论点均建立在主观猜测的基础之上，后世历史学家并不普遍认同这一说法。
但无论如何，从小陪伴科尔特-雷阿尔一起航行的两个儿子米格尔和加斯帕·科尔特-雷阿尔，都成为了历史上著名的北美航海探险者。另外，据不完整的证据证明，葡萄牙曾和丹麦一同组织了联合航海探险，而科尔特-雷阿尔也随德国探险家迪德里克·皮宁和汉斯·波托尔斯特（可能还包括北欧探险家约翰·斯科尔夫斯）一同参与其中。

## 引用
1. ↑  Diffie et al., 1977, p. 446-447
2. ↑  Diffie et al., 1977, p. 447-449